# 美眉美空
《美眉美空》（也有譯名為《超能力美空》）是日本漫畫家安達充的漫畫，於週刊少年Sunday2000年22・23合併号至2001年24号連載，單行本一共五本。
《美眉美空》是安達充作品中少見以超能力為主題的作品。

## 簡介
坂上美空在四年前的暑假，在和同伴放煙火時從寺廟中救出了神像，因此在十三歲的生日得到了神明賦予的超能力，和坂上美空一起獲得超能力的有浅見台中学的另外五個同學和一隻貓。
在進入高中後，這六個人成立了代打社，在運動社團成員因特別原因而人數不足時，代替其成員參加。。而後來這六個人要對抗的是一位帶有惡意，但極具魅力的領袖人物野神篤史，以及他有超能力的弟弟野神剛志。

## 登場人物

### 浅見台中学代打社
坂上美空
- 4月10日生，為了要成為日本第一個獲得奧斯卡最佳女主角而努力的少女，運動神経和演技力都很好。在壘球比賽中只花了四局就學會對手投手花一年才學會的曲球，家中在開美容院。
- 有「念力」的超能力，可以在間隔一段距離的情形下使東西移動，但移動距離才有五公分，而且若使用了三次就會突然睡著，超能力成長後可以用念力移動物體達十公尺以上。

北島光太
- 1月3日生，由於對業餘棒球有類似星野仙一的投入，因此有「龍星野」的外號（連載時星野仙一是日本職棒中日龍的教練），因著本身的實力，打破野神篤史創下的游泳自由式100公尺及200公尺的日本紀錄，爺爺是著名的電影導演。
- 有「瞬間移動」的超能力，可以讓自己瞬間移動到其他地點，使用次數沒有限制。

三橋龍堂
- 6月7日生，和美空小時候就認識了，喜歡美空，但美空一直沒注意到，和一樣喜歡美空的光太存有一些敵意，因著美空的能力，一度打破男子100公尺賽跑的日本記錄。
- 有「預知」的超能力，只要看一個人的手，可以知道對方三年內會和誰結婚，能力成長後，可以知道對方六年內會和誰結婚。

小久保都
- 4月19日生，運動能力比美空好，和美空一様家裡都開美容院。
- 有「預知」的超能力，一日有一次的預知能力，自己不能控制，但超能力成長後可以隨意願控制。

春日千代之介
- 5月5日生，靠美空的能力一度打破跳遠的日本記録。
- 有「導航」的超能力，只要看一個人照片就可以知道那個人的住處，一天只有一次，但超能力成長後使用次數也隨之增加。

村田十四郎
- 8月2日生，和美空小時候就認識了。
- 有「金属探測」的超能力，只要舉起手就可以找到金屬，不過在砂灘花了二個小時只找到日元280元，能力成長後可以區分金屬的種類。

美空的貓
- 4月11日生，坂上家養的貓。是美空在4年前暑假時撿到的，煙癮很大。
- 獲得超能力後，會說日語，還會像人一様的思考。

船村正
- 浅見台中学代打社的顧問，目前33歳，單身。